# Célia Martinez
Célia Martinez (* 11. Dezember 1991 in Dax (Frankreich)) ist eine französische Geschwindigkeitsskifahrerin.

## Biographie
Martinez stand mit drei Jahren erstmals auf Ski und bestritt ihren ersten Speedski-Wettbewerb bereits im Alter von acht auf der bekannten Chabrière in Vars. 2008 wurde sie in das französische Speedski-Team aufgenommen und startete in den folgenden Jahren vorwiegend in den Klassen SDH und SDH Junior. Bei der Weltmeisterschaft 2013 gewann sie im SDH die Silbermedaille.
Zur Saison 2015 wechselte sie in die S1-Klasse (auch Profi-Klasse genannt). Auch hier stellten sich schnell Erfolge ein. Zwar verpasste sie bei den folgenden Weltmeisterschaften knapp das Podest, jedoch errang sie 2017 und 2018 den zweiten Platz im Gesamtweltcup. Im letzten Rennen der 2018er Saison konnte sie ferner ihren ersten Weltcupsieg in der S1-Klasse feiern.

## Erfolge

### Weltmeisterschaften
- Vars 2009: 15. SDH Junior
- Verbier 2011: 4. SDH Junior
- Vars 2013: 2. SDH
- Grandvalira / Grau Roig 2015: 5. S1
- Idre 2017: 6. S1
- Vars 2019: 5. S1
- Vars 2023: 4. S1

### Weltcupwertungen
| Saison | S1    | S1     | SDH   | SDH    | SDH Junior | SDH Junior |
| Saison | Platz | Punkte | Platz | Punkte | Platz      | Punkte     |
| ------ | ----- | ------ | ----- | ------ | ---------- | ---------- |
| 2008   | 14.   | 11     | -     | -      | -          | -          |
| 2010   | -     | -      | -     | -      | 2.         | 25         |
| 2013   | –     | –      | 4.    | 130    | –          | –          |
| 2014   | –     | –      | 3.    | 170    | –          | –          |
| 2015   | 8.    | 40     | –     | –      | –          | –          |
| 2016   | 3.    | 280    | –     | –      | –          | –          |
| 2017   | 2.    | 390    | –     | –      | –          | –          |
| 2018   | 2.    | 850    | –     | –      | –          | –          |
| 2019   | 3.    | 406    | –     | –      | –          | –          |
| 2020   | 4.    | 300    | –     | –      | –          | –          |
| 2021   | 5.    | 150    | –     | –      | –          | –          |
| 2023   | 4.    | 310    | –     | –      | –          | –          |

### Weltcupsiege
24 Podestplatzierungen (23× S1, 1× SDH Junior), davon zwei Weltcupsiege (1× S1, 1× SDH Junior)
|    | Datum          | Ort                     | Land    | Disziplin  |
| -- | -------------- | ----------------------- | ------- | ---------- |
| 1. | 21. April 2010 | Verbier                 | Schweiz | SDH Junior |
| 2. | 7. April 2018  | Grandvalira / Grau Roig | Andorra | S1         |